# William Shakespeare
William Shakespeare [ˈwɪljəm ˈʃeɪkspɪə], angleški dramatik,  krščen 26. aprila 1564, Stratford-upon-Avon, grofija Warwickshire, umrl v Angliji,  23. april 1616 (julijanski koledar), 3. maj 1616 (gregorijanski koledar), Stratford-upon-Avon.
William Shakespeare je največji angleški dramatik, ki je bil še za časa svojega življenja priznan in cenjen književnik in gledališki igralec. Priznani angleški književniki v naslednjih stoletjih kot so John Milton, John Dryden in Alexander Pope so mu izkazovali spoštovanje in ga častili kot univerzalnega genija, ki je s svojim delom zasenčil svoje sodobnike, nekateri so mu celo pripisovali sijaj božanskega. Nobeden od kasnejših posvetnih in svobodomiselnih pisateljev ni vplival v tako velikem deležu na svetovno kulturo kot ravno William Shakespeare. Shakespearja so včasih klicali tudi Bard of Avon.
Glede na zgodovinske nejasnosti in biografske pomanjkljivosti se že več kot stoletje pojavlja t. i. shakespearejansko vprašanje, ki izraža dvom do avtorstva izjemnega književnega opusa, ki ga pripisujemo Shakespeareu. Številni analitiki, ki so raziskovali slog njegove govorice, so prišli do različnih zaključkov. Danes med literarnimi zgodovinarji velja skoraj konsenz, da Shakespeareovo avtorstvo ni sporno. Njegova veličina je predvsem v obširni uporabi jezika s prostranim besediščem in bogatim poznavanjem zgodovine. Obširnost znanja nakazuje skorajda nečloveško zmožnost, kar vedno znova sproža dvome o enem avtorju.

## Življenje

### Mladost
Shakespeare se je po nekaterih predvidevanjih rodil 23. aprila leta 1564, v srednji Angliji v Stratfordu na reki Avon, Johnu in Mary Shakespeare. Datum rojstva ni natančen, ker so včasih vodili le evidenco o krstih. William je bil krščen 26. aprila v cerkvi Svete trojice v Stratfordu.  Ena izmed teorij navaja, da so bili njegovi predniki kmetje in ovčerejci. Oče John naj bi bil priznan trgovec in obrtnik, mestni svetnik, kasneje tudi župan in sodnik. Drugi viri navajajo, da je bil poljedelec, tretji, da je bil rokavičar in četrti celo, da je bil mesar. Nekaj časa naj bi bil skrbnik javnega reda in straže, zakladnik, svetovalec in leta 1568 celo vodja tržne uprave. Williamova mati Mary je izhajala iz bogate kmečke družine. William je bil tretji izmed devetih otrok in najstarejši sin. Otroštvo je preživelo le šest otrok (trije so zgodaj umrli, tako da so Williamu ostali le štirje bratje in sestra Joan). Gledališču se je poleg Williama posvetil tudi njegov šestnajst let mlajši brat Edmund, gledališki igralec, ki pa je umrl že pri sedemindvajsetih letih.
Mali William naj bi bil že pri štirih letih očaran z nastopaškim bliščem okoli svojega očeta, mestnega svetnika, odetega v čudovita škrlatna oblačila in z dvema rjavo-rumeno odetima služabnikoma, ki sta nosila žezlo ter ga spremljala na sejmih in mestnih prireditvah. Nekaj let kasneje je začel obiskovati domačo šolo, kjer je dobil prva znanja, šolanje pa nadaljeval v novi klasični gimnaziji King's New School. Nekateri njegovi biografi menijo, da je bil bolj slab učenec in imel težave s koncentracijo. Vendar kljub temu je pridobil temeljno znanje latinščine, francoščine, italijanščine, grščine in morda tudi španščine. Shakespeare je zaradi pomanjkanja denarja zapustil šolo pri petnajstih in ni nadaljeval šolanja na univerzi. Kaj se je potem dogajalo z njim, ni znano. Nekateri ga že omenjajo kot igralca, ki se je pojavljal v nekaterih uličnih gledaliških prireditvah. Leta 1582 se je kot osemnajstleten mladenič poročil z osem let starejšo Anne Hathaway. Biografi navajajo, da je bila poroka prisiljena, brez privoljenja nevestinih staršev in Williama ni posebej osrečila. Anne mu je rodila tri otroke, hčerko Susanno leta 1583 ter dvojčka Hamneta in Judith leta 1585.

### Kariera
Čeprav se je gledališka in pisateljska kariera Williama Shakespeara odvijala v Londonu, je njegova družina ostala in živela v Stratfordu. Ni znano, kolikokrat se je za časa bivanja v Londonu vračal v Stratford, toda čutil je veliko pripadnost Stratfordu in okolju, iz katerega je izhajal. Razlog za Shakespeareov odhod v London ni znan. Predvideva se, da je odšel kmalu po rojstvu dvojčkov, leta 1586, zaradi bojazni pred kaznijo zaradi krivolova. V Londonu je najprej delal v gledališču kot pomožni delavec, nato pa se je preživljal kot igralec, režiser, dramaturg in dramski pisec. Prvi pisni dokument, ki govori o njegovem delu v Londonu, datira v leto 1592. Gre za pamflet, v katerem je takrat cenjeni romanopisec in dramatik Robert Greene napadel mladega književnega povzpetneža in »krpača dramskih del« - Williama Shakespeara. Od leta 1594 pa do konca svoje kariere je bil Shakespeare član gledališke skupine Lord Chamberlain's Men, ki se je leta 1603, ko je postal njen pokrovitelj kralj Jakob I., preimenovala v King's Men.
V letih prvega velikega literarnega vzpona pa ga je v zasebnem življenju verjetno precej pretresla smrt (1596) enajstletnega sina Hamneta. Nekateri povezujejo Hamnetovo ime celo z nastankom tragedije Hamlet. Dva meseca po Hamnetovi smrti si je oče John gmotno spet opomogel, saj je družina dobila pravico do grba. Da se je stanje Shakespearov popravilo in da so bili s podelitvijo grba povzdignjeni v plemiški stan, je nedvomno pripomogel tudi William z zvezami, ki si jih je medtem pridobil v Londonu. Verjetno pa si je z gledališkim poslom zelo opomogel, ker si je lahko leta 1597 kupil hišo v Stradfordu na Novem trgu, kjer je pozneje skušal v miru preživeti zadnja leta svojega življenja. Leta 1599 je zavzel eno vodilnih mest v gledališču Globe, medtem ko je bil že desetletje delničar gledališča Blackfriars. Vsa naslednja leta je tudi vztrajno dokupoval zemljo in nepremičnine v Stratfordu. Ko sta brata Burbadge prevzela gledališče »Globe«, ki je postalo najznamenitejše angleško gledališče v elizabetinski dobi, se jima je pridružil kot delniški solastnik.
O tem, kaj je sprva počel v Londonu, obstajajo prav tako nasprotujoča si mnenja. Pravijo, da je v začetku varoval konje gospôdi, ki je prihajala h gledališkim predstavam, kmalu je bil v gledališču pomočnik, igralec manjših vlog, nato prirejevalec iger, leta 1592 pa je postal nevaren tekmec tedanjim dramatikom. Tega leta so v Londonu uprizorili njegovega Henrika VI., leta 1593 pa je Shakespeare javno stopil v takratni londonski svet književnikov, ko je izdal epsko pesnitev »Venera in Adonis«. Leta 1594 je izdal svojo drugo epsko pesnitev »Lukrecijo«. Shakespeare je kmalu dobil zaščitnike in prijatelje. Kot opazovalec se je lahko udeleževal zabav in učenih pogovorov in tako dobival vpogled v plemiško življenje. Njegova veljava v gledališču je postajala vse, tako se je 1598 njegovo ime začelo pojavljati na plakatih. Postal je delničar v svoji gledališki skupini in kot pisatelj tragedij in komedij doživljal uspehe pri navdušenem občinstvu. V tem času je napisal tragedijo »Romeo in Julija«, komedijo »Sen kresne noči«, nato je sledil »Beneški trgovec« in »Julij Cezar« ter veseloigre »Mnogo hrupa za nič«, »Kakor vam drago« in »Kar hočete«.

### Teorija o zaroti
Obstaja teorija, da je bil leta 1601 skupaj s prijateljema grofom Essexom in grofom Southamptonom udeležen v neuspeli zaroti proti kraljici Elizabeti I. Zarota, v katero je bilo vpletenih več plemičev, je bila izdana in sodišče je vse ostro kaznovalo – številnim, med njimi tudi grofu Essexu, so odsekali glavo, Southamptona pa so zaprli. V nevarnosti je bil tudi Shakespeare, ker so zarotniki dan pred napadom naročili uprizoritev njegove kraljevske kronike Rihard II. v gledališču Globe, da bi tako pri ljudeh povečali pripravljenost na upor (v drami je prikazan umor nesposobnega kralja). V vsakem primeru so ti dogodki gotovo vplivali na dela, ki jih je napisal v naslednjih letih in ki jih zaznamuje pesimizem, to so tragedije Othello, Kralj Lear, Macbeth, Timon Atenski, Koriolan in druge. 
Po naravni smrti kraljice Elizabete je prišel na oblast novi kralj Jakob I., sin Marije Stuart, ki je zarotnike pomilostil. Kralj je dal dovoljenje, da se sme v gledališčih uprizarjati kakršnekoli gledališke igre od tragedij, pa do pastoralov. Shakespearov položaj se je pod novim kraljem dokončno utrdil in v letih od 1598 do 1609 je napisal veliko sonetov. Le-ti sodijo med njegova pomembnejša dela.

### Vrnitev v Stratford
Nihče ne ve, zakaj  je skoraj petdesetletni Shakespeare okrog leta 1612-1613 zapustil London in se vrnil v rojstni kraj. Morda se je vsega naveličal, ter je hotel uživati v miru, kar si je zaslužil gmotno in moralno. Tudi slave je imel takrat že dovolj, saj ga je zgodovinar Camden že leta 1605 imenoval za genija takratnega časa. Morda se je dokončno preselil v Stratford šele po 29. juniju 1613. leta, ko je med predstavo «Henrika VIII.« zgorelo gledališče »Globe«. 10. februarja 1616 je bil že na svatbi svoje hčere Judite, petnajst dni po tem pa je že naredil oporoko. Za glavna dediča je določil hčer Suzano in njenega moža zdravnika dr. Johna Halla. Judita je dobila 300 funtov, obdaril pa je tudi sestro in druge sorodnike ter prijatelje. Žena Anne pa je dobila le posteljo in še to ne najboljšo. Celo revežem je zapustil več kot njej. To je kazalo, da se nista razumela, k čemur so pripomogla tudi leta, saj je bila od njega starejša osem let. 
Shakespeare po letu 1614 ni več odšel iz Stratforda. Začel je bolehati in na svoj domnevni rojstni dan, 23. aprila leta 1616, je umrl v starosti 52 let. Pokopan je v stratfordski cerkvi. V nagrobno ploščo, pod katero leži, so vklesani štirje stihi, ki bi jih naj sam napisal in ki se v proznem prevodu glasijo: »Dobri prijatelj, Jezusu na ljubo ne grebi po prahu, ki je tu zaprt. Blagoslovljen mož, ki prizanaša tem kamnom, in preklet bodi vsak, ki bi vznemirjal moje kosti«. V steno na levi pa je v marmor vklesan njegov kip s papirjem in peresom ter v skrbno izklesani gosposki obleki.

## Shakespearovo družinsko drevo
|           |           |           |           |                        |           |  |  |                     |                     | Richard Shakespeare |                     |                     |                     |                     |                     |                     |                     |                    |                    |                    |                    |               |               |                    |                    |                    |                    |                    |                    |                  |                  |                  |                  |               |               |               |               |              |              |              |              |
|           |           |           |           |                        |           |  |  |                     |                     |                     |                     |                     |                     |                     |                     |                     |                     |                    |                    |                    |                    |               |               |                    |                    |                    |                    |                    |                    |                  |                  |                  |                  |               |               |               |               |              |              |              |              |
|           |           |           |           |                        |           |  |  |                     |                     | John Shakespeare    | John Shakespeare    | John Shakespeare    | John Shakespeare    | John Shakespeare    | John Shakespeare    |                     |                     |                    |                    |                    |                    | Mary Arden    | Mary Arden    | Mary Arden         | Mary Arden         | Mary Arden         | Mary Arden         |                    |                    |                  |                  |                  |                  |               |               |               |               |              |              |              |              |
|           |           |           |           |                        |           |  |  |                     |                     | John Shakespeare    | John Shakespeare    | John Shakespeare    | John Shakespeare    | John Shakespeare    | John Shakespeare    |                     |                     |                    |                    |                    |                    | Mary Arden    | Mary Arden    | Mary Arden         | Mary Arden         | Mary Arden         | Mary Arden         |                    |                    |                  |                  |                  |                  |               |               |               |               |              |              |              |              |
|           |           |           |           |                        |           |  |  |                     |                     |                     |                     |                     |                     |                     |                     |                     |                     |                    |                    |                    |                    |               |               |                    |                    |                    |                    |                    |                    |                  |                  |                  |                  |               |               |               |               |              |              |              |              |
|           |           |           |           |                        |           |  |  |                     |                     |                     |                     |                     |                     |                     |                     |                     |                     |                    |                    |                    |                    |               |               |                    |                    |                    |                    |                    |                    |                  |                  |                  |                  |               |               |               |               |              |              |              |              |
|           |           |           |           |                        |           |  |  |                     |                     |                     |                     | William Shakespeare | William Shakespeare | William Shakespeare | William Shakespeare | William Shakespeare | William Shakespeare |                    |                    | Anne Hathaway      | Anne Hathaway      | Anne Hathaway | Anne Hathaway | Anne Hathaway      | Anne Hathaway      |                    |                    | Joan Shakespeare   | Joan Shakespeare   | Joan Shakespeare | Joan Shakespeare | Joan Shakespeare | Joan Shakespeare |               |               | William Hart  | William Hart  | William Hart | William Hart | William Hart | William Hart |
|           |           |           |           |                        |           |  |  |                     |                     |                     |                     | William Shakespeare | William Shakespeare | William Shakespeare | William Shakespeare | William Shakespeare | William Shakespeare |                    |                    | Anne Hathaway      | Anne Hathaway      | Anne Hathaway | Anne Hathaway | Anne Hathaway      | Anne Hathaway      |                    |                    | Joan Shakespeare   | Joan Shakespeare   | Joan Shakespeare | Joan Shakespeare | Joan Shakespeare | Joan Shakespeare |               |               | William Hart  | William Hart  | William Hart | William Hart | William Hart | William Hart |
|           |           |           |           |                        |           |  |  |                     |                     |                     |                     |                     |                     |                     |                     |                     |                     |                    |                    |                    |                    |               |               |                    |                    |                    |                    |                    |                    |                  |                  |                  |                  |               |               |               |               |              |              |              |              |
|           |           |           |           |                        |           |  |  |                     |                     |                     |                     |                     |                     |                     |                     |                     |                     |                    |                    |                    |                    |               |               |                    |                    |                    |                    |                    |                    |                  |                  |                  |                  |               |               |               |               |              |              |              |              |
| John Hall | John Hall | John Hall | John Hall | John Hall              | John Hall |  |  | Susanna Shakespeare | Susanna Shakespeare | Susanna Shakespeare | Susanna Shakespeare | Susanna Shakespeare | Susanna Shakespeare |                     |                     | Hamnet Shakespeare  | Hamnet Shakespeare  | Hamnet Shakespeare | Hamnet Shakespeare | Hamnet Shakespeare | Hamnet Shakespeare |               |               | Judith Shakespeare | Judith Shakespeare | Judith Shakespeare | Judith Shakespeare | Judith Shakespeare | Judith Shakespeare |                  |                  | Thomas Quiney    | Thomas Quiney    | Thomas Quiney | Thomas Quiney | Thomas Quiney | Thomas Quiney |              |              |              |              |
| John Hall | John Hall | John Hall | John Hall | John Hall              | John Hall |  |  | Susanna Shakespeare | Susanna Shakespeare | Susanna Shakespeare | Susanna Shakespeare | Susanna Shakespeare | Susanna Shakespeare |                     |                     | Hamnet Shakespeare  | Hamnet Shakespeare  | Hamnet Shakespeare | Hamnet Shakespeare | Hamnet Shakespeare | Hamnet Shakespeare |               |               | Judith Shakespeare | Judith Shakespeare | Judith Shakespeare | Judith Shakespeare | Judith Shakespeare | Judith Shakespeare |                  |                  | Thomas Quiney    | Thomas Quiney    | Thomas Quiney | Thomas Quiney | Thomas Quiney | Thomas Quiney |              |              |              |              |
|           |           |           |           |                        |           |  |  |                     |                     |                     |                     |                     |                     |                     |                     |                     |                     |                    |                    |                    |                    |               |               |                    |                    |                    |                    |                    |                    |                  |                  |                  |                  |               |               |               |               |              |              |              |              |
|           |           |           |           | Elizabeth Hall Barnard |           |  |  |                     |                     |                     |                     |                     |                     |                     |                     |                     |                     |                    |                    |                    |                    |               |               |                    |                    |                    |                    |                    |                    |                  |                  |                  |                  |               |               |               |               |              |              |              |              |

## Značilnosti Shakespearovih gledaliških iger
Shakespeare je gledališke igre pisal za uprizoritve in ne za knjižne izdaje. Zaradi pomanjkljive dramatikove skrbi za svoje delo je bilo kasneje izredno težko določiti časovno zaporedje nastanka posameznih dram. Svoja dela je pisal v skladu z renesančno tradicijo – v blankverzu (za katerega je značilen deset ali enajstzložni jambski ritem), ki ga prekinjajo zdaj rimani verzi zdaj proza, vmes pa so vključene tudi pesmi.
Ustvarjanje Williama Shakespeara lahko razdelimo na tri glavna obdobja:
1. zgodnje obdobje, ki je trajalo približno od leta 1590 do leta 1601. V tem obdobju je pisal v glavnem komedije in zgodovinske igre, napisal pa je tudi tri zgodnje drame (Tit Andronik, Romeo in Julia, Julij Cezar).
2. osrednje obdobje, ki je trajalo nekako od leta 1601 do 1608, je čas nastanka velikih Shakespearovih tragedij: Hamlet, Kralj Lear, Macbeth in Othello. Nastajale so tudi problemske igre, kot so npr. Kakor vam drago, Troilus in Kresida.
3. pozno obdobje, v katerem je Shakespeare ustvarjal tragikomedije, tj. resne igre, ki se srečno končajo (Zimska pravljica, Vihar ...).

## Književniopus
Skupni opus obsega 37 gledaliških iger in 154 sonetov.

### Komedije:
William Shakespeare je napisal trinajst komedij, ki so kljub visoki umetniški kvaliteti ostale v senci njegovih tragedij. To so:
1. Komedija zmešnjav (The Comedy of Errors)
2. Ukročena trmoglavka (The Taming of the Shrew)
3. Ljubezni trud zaman (Love's Labour's Lost)
4. Dva gospoda iz Verone (The Two Gentlemen of Veron)
5. Sen kresne noči (A Midsummer Night's Dream)
6. Beneški trgovec (The Merchant of Venice)
7. Mnogo hrupa za nič (Much Ado About Nothing)
8. Kakor vam drago (As You Like It)
9. Dvanajsta noč ali Kar hočete (Twelfth Night or What You Will)
10. Vesele žene Windsorske (The Merry Wives of Windsor)
11. Troilus in Kresida (Troilus and Cressida)
12. Dober konec vse povrne (All's Well That Ends Well)
13. Milo za drago (Measure for Measure)

### Zgodovinske gledališke igre:
(13)
- Henrik VI., prvi, drugi in tretji del
- Rihard III.
- Kralj Ivan
- Rihard II.
- Kralj Henrik IV., prvi in drugi del
- Henrik V.
- Julij Cezar
- Henrik VIII.
- Antonij in Kleopatra
- Koriolan

### Tragedije:
1. Tit Andronik
2. Romeo in Julija
3. Hamlet
4. Otello
5. Kralj Lear
6. Macbeth

### Tragikomedije:
1. Timon Atenski
2. Cimbolin
3. Zimska pravljica
4. Vihar

### Soneti:
William Shakespeare je napisal tudi okrog 154 sonetov, ki so bili povečini posvečeni njegovemu prijatelju in pokrovitelju Henryu Wriothsleyu, grofu Southamptonu. V slovenski jezik jih je odlično prepesnil Janez Menart.

### Časovna preglednica Shakespeareovih del:
1. The Two Gentlemen of Verona, Dva gospoda iz Verone
2. The Taming of the Shrew, Ukročena trmoglavka
3. 2 Henry VI., Henrik VI. (2)
4. 3 Henry VI., Henrik VI. (3)
5. Titus Andronicus
6. The First Part of Henry VI.
7. Richard III., Rihard III.
8. Venus and Adonis, Venera in Adonis
9. The Rape of Lucrece
10. The Comedy of Errors, Komedija zmešnjav
11. Love’s Labour’s Lost, Ljubezni trud zaman
12. Love’s Labour’s Won (neohranjeno delo)
13. A Midsummer Night’s Dream, Sen kresne noči
14. Romeo and Juliet, Romeo in Julija
15. Richard II., Rihard II.
16. The Life and Death of King John
17. The Merchant of Venice, Beneški trgovec
18. 1 Henry IV.
19. The Merry Wives of Windsor, Vesele žene Windsorske
20. 2 Henry IV.
21. Much Ado About Nothing, Mnogo hrupa za nič
22. Henry V.
23. Julius Caesar, Julij Cezar
24. As You Like It, Kakor vam drago
25. Hamlet, Hamlet, princ danski
26. Twelfth Night or What You Will, Dvanajsta noč ali Kar hočete
27. Troilus and Cressida, Trolius in Kresida
28. Sonnets and ‘A Lover’s Complaint’, Soneti
29. Various Poems, različne pesnitve
30. Measure for Measure, Milo za drago
31. Othello, Otelo
32. All’s Well That Ends Well, Dober konec vse povrne
33. Timon of Athens, Timon Atenski
34. King Lear, Kralj Lear
35. Macbeth
36. Antony and Cleopatra, Antonij in Kleopatra
37. Pericles, Periklej
38. Coriolanus, Koriolan
39. The Winter’s Tale, Zimska pravljica
40. Cymbeline, king of Britain, Cimbelin
41. The Tempest, Vihar
42. Cardenio (neohranjeno delo)
43. All is True (Henry VIII.), Kralj Henrik VIII.
44. The Two Noble Kinsmen